# Ransbächel
Das Ransbächel, auch Ranschbach genannt, ist ein gut einen Kilometer langer Bach auf dem Gebiet der Ortsgemeinde Lemberg im rheinland-pfälzischen Landkreis Südwestpfalz und ein linker Zufluss des Salzbachs im Südwestlichen Pfälzerwald.

## Geographie

### Verlauf

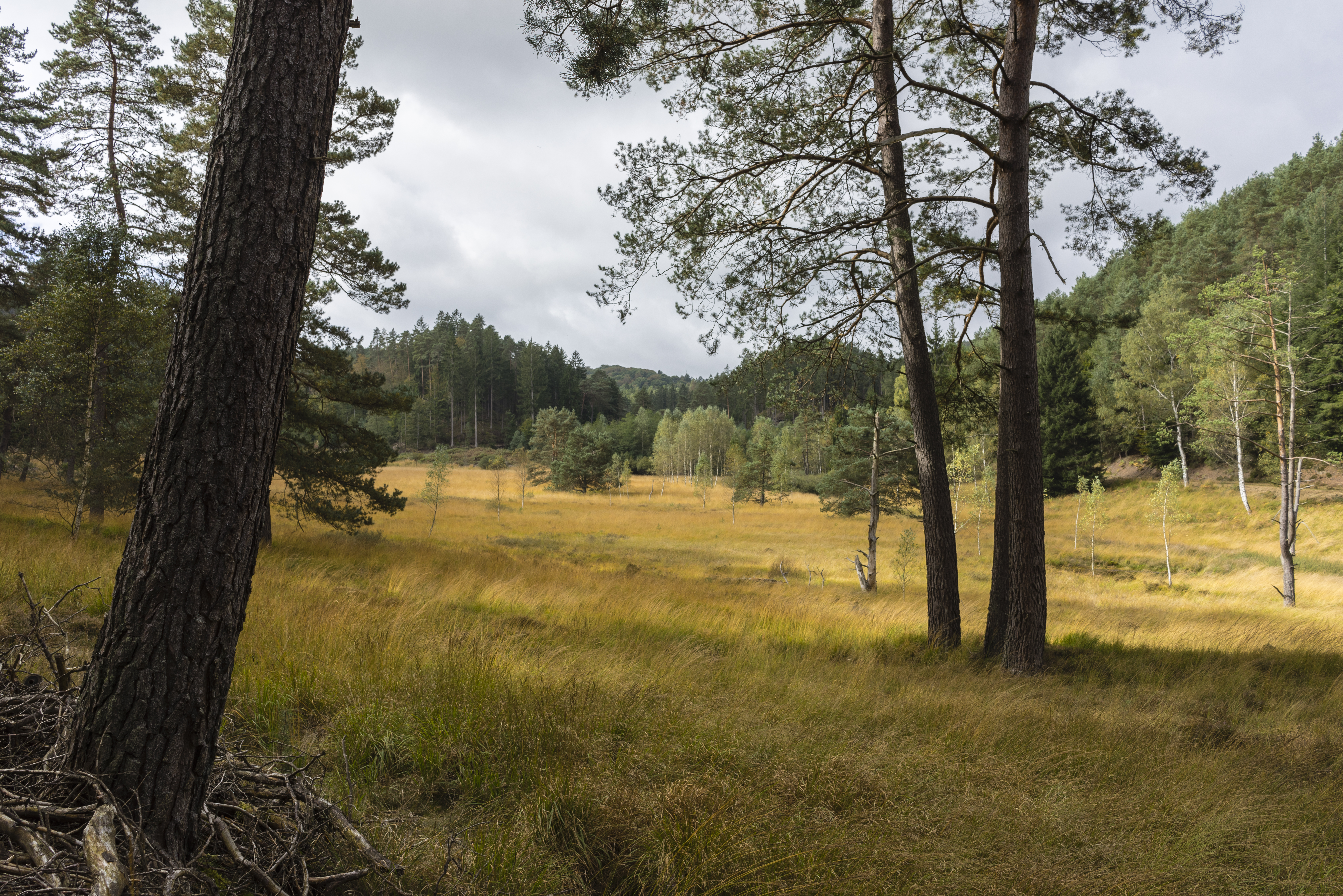
Das NSG Wolfslöcher mit Moorvegetation in einer Talaue mit Tierwelt, Erlenbruchvegetation, Quellnischen und Felsstrukturen der Karlstal-Felsschicht mit den umgebenden Waldflächen.

Das Ransbächel entspringt im Naturschutzgebiet Wolfslöcher auf einer Höhe von etwa 284 m ü. NHN gut einen Kilometer westlich des zur  Ortsgemeinde Lemberg gehörenden und als Kulturdenkmal ausgewiesenen Gehöfts Stephanshof. Seine Quelle liegt in einem Wald nordwestlich der Wolfslöcher.
Der Bach fließt zunächst, begleitet von einem Waldweg auf seiner linken Seite, durch den Wald und wird kurz danach auf der gleichen Seite von einem etwas längeren zweiten Quellast verstärkt.
Der vereinigte Bach verlässt dann den Wald und läuft in nordöstlicher Richtung durch ein Schwingrasenmoor am Westfuß des 349,3 m hohen Kleinen Stephansbergs entlang. Er wird dort am Rande des Naturschutzgebiets auf seiner linken Seite vom Kleinen Ransbächel gespeist. Das Kleine Ransbächel ist dort fast doppelt so lang wie das Ransbächel bis zum Zusammenfluss. Das Ransbächel zieht nun am Rande des Naturschutzgebiets durch ein enges und bewaldetes Kerbtal am Nordwesthang des Kleinen Stephansbergs entlang.
Er verlässt nun das Naturschutzgebiet, unterquert noch die L 485 und mündet schließlich in einem bachbegleitenden Erlenwald auf einer Höhe von ungefähr 266 m ü. NHN zwischen Stephanshof im Süden und dem Lemberger Ortsbezirk Glashütte im Norden von links in den aus dem Südsüdosten kommenden dort auch Kröppenbach genannten oberen Salzbach.
Der etwa 1,219 km lange Lauf des Ransbächel endet ungefähr 18 Höhenmeter unterhalb seiner Quelle, es hat somit ein mittleres Sohlgefälle von etwa 15 ‰.

### Einzugsgebiet
Das 2,189 km² große Einzugsgebiet des Ransbächel liegt im Südwestlichen Pfälzerwald und wird durch es über den Salzbach, die Lauter und den Rhein zur Nordsee entwässert.
Es grenzt
- im Süden an das Einzugsgebiet des Großen Kröppenbachs, der in den Salzbach mündet;
- im Südwesten an das des Mordbachs, der über den Eppenbrunner Bach, die Trualbe, den Hornbach, den Schwarzbach, die Blies, die Saar und die Mosel in den Rhein entwässert;
- im Westen an das des Gersbachs, der über die Felsalbe in den Hornbach entwässert und
- im Norden an das des Brunnentalbachs, der in den Salzbach mündet.

Fast das gesamte Einzugsgebiet ist bewaldet und die höchste Erhebung ist die Ranschberg mit einer Höhe von 451,4 m im Westen des Einzugsgebiets.

### Zuflüsse
- Kleines Ransbächel (links), 1,1 km, 0,85 km²

## Naturschutzgebiet Wolfslöcher
Das etwa 90 ha große Naturschutzgebiet Wolfslöcher wurde 1983 unter Naturschutz gestellt.